# Assumpta Nnaggenda-Musana
Assumpta Nnaggenda-Musana là một kiến trúc sư, chuyên gia lập kế hoạch đô thị và chuyên gia học thuật người Uganda chuyên về các khu định cư đô thị bền vững và các chương trình nhà ở thu nhập thấp ở các nước đang phát triển như của Uganda. Bà là người phụ nữ đầu tiên ở Uganda có bằng tiến sĩ về kiến trúc và là người duy nhất tính đến năm 2016.

## Giáo dục
Bà là con gái của hai nghệ sĩ: Grace Nnaggenda và nhà điêu khắc và họa sĩ Đông Phi nổi tiếng Francis Nnaggenda. Bà cho biết cha mẹ bà, đặc biệt là cha bà, khuyến khích bà đóng góp tài năng nghệ thuật của mình vào kiến trúc. Bà học trường tiểu học Nakasero và sau đó là Trinity College Nabbingo, tiếp đó là trường trung học Makerere. Tại thời điểm này không có khóa học kiến trúc tại các trường đại học Uganda vì vậy bà đã dành thời gian từ năm 1989 đến 1995 ở Nga và Ukraina sau khi nhận được học bổng du học tại Liên Xô cũ. Phần lớn thời gian ở nước ngoài của bà là tại Đại học Kỹ thuật Xây dựng và Kiến trúc Kharkov, nơi Nnaggenda-Musana có bằng thạc sĩ về kiến trúc.

## Nghề nghiệp
Sau một vài năm hành nghề tư nhân tại nhà ở Kampala, bà học lấy bằng cao học và tiến sĩ tại trường Kungl Tekniska Högskolan (KTH) Viện Công nghệ Hoàng gia, Trường Kiến trúc và Môi trường Xây dựng ở Stockholm, Thụy Điển. Điều này liên quan đến các giai đoạn nghiên cứu trong "các khu định cư không chính thức" của Uganda và Kenya. Bà đã được trao bằng tiến sĩ về Quy hoạch và Môi trường đô thị năm 2008 với một luận án về "Các cụm nhà ở cho việc kiểm duyệt trong một chiến lược nâng cấp. Trường hợp của Kampala, Uganda": người phụ nữ đầu tiên và duy nhất (tính đến năm 2016) ở Uganda có bằng tiến sĩ về kiến trúc.